# Чуланове
Чуланове (рос. Чуланово) — село у Борисовському районі Бєлгородської області Російської Федерації.
Населення становить 247 осіб. Входить до складу муніципального утворення Крюковське сільське поселення.

## Історія
Населений пункт розташований у східній частині української суцільної етнічної території — східній Слобожанщині.
Згідно із законом від 20 грудня 2004 року № 159 від 1 січня 2006 року органом місцевого самоврядування було Крюковське сільське поселення.

## Населення
| 2002 | 2010 |
| ---- | ---- |
| 286  | ↘247 |

## Відомі люди
- Оболенцев Микола Іванович (1921—2018) — український лікар, доктор медичних наук, професор.